# Jeu (revue)
Pour les articles homonymes, voir Jeu (homonymie).
JEU, revue de théâtre est une revue trimestrielle québécoise fondée en 1976. Elle est la seule revue francophone en Amérique du Nord entièrement consacrée aux arts vivants, incluant le théâtre, la danse et le cirque. Elle s’intéresse aux pratiques actuelles en posant un regard critique sur leurs enjeux esthétiques, culturels et politiques.

## Historique
Alors que les années 1970 marquent l’essor des revues culturelles spécialisées au Québec, la revue est fondée en 1976 sous le nom de Cahiers de théâtre – Jeu, à l’initiative de Michel Beaulieu, Gilbert David, Yolande Villemaire, Claude Des Landes et Lorraine Hébert, avant d’accueillir Michel Vaïs en 1978.
Jusqu’aux années 1960, les institutions culturelles au Québec sont l’apanage de la Société royale du Canada, de l’Académie canadienne-française et des départements de littérature dans les universités. À partir des années 1970, de nouvelles revues consacrées à l’actualité et à la critique littéraire émergent en marge de ces institutions. Portées par les acteurs du milieu — écrivains, dramaturges ou metteurs en scène —, elles traduisent une volonté d’appropriation du discours critique. Les Cahiers de théâtre – Jeu s’inscrivent dans cette mouvance, animés par la volonté d’émanciper le discours critique sur les arts de la scène du milieu universitaire.
À ses débuts, la revue est publiée trois fois par an par les Éditions Quinze, une maison d’édition fondée par d’anciens membres des Éditions du Jour à la suite du départ de Jacques Hébert, et dont l’existence ne dépassera pas deux ans.
En 1979, la revue devient indépendante, se renomme JEU, revue de théâtre et opte pour une périodicité trimestrielle. Elle s’attache dès lors pleinement à la promotion et à la critique des arts de la scène au Québec et au Canada francophone.
Au cours des années 1970, le théâtre québécois s’inscrit dans un contexte de fortes revendications politiques, à l’image d’une société animée par des luttes idéologiques et nationalistes. Les troupes et les compagnies affirment leurs positions en publiant des manifestes, dont plusieurs sont rassemblés dans le numéro 7 de la revue, publié à l’hiver 1978 sous le titre « Manifestes et textes théoriques ». Grâce à ses artisans et ses collaborateurs issus de la pratique théâtrale et d’une nouvelle génération de critiques, JEU reflète la pluralité du théâtre québécois en émergence. Selon le texte anonyme intitulé « Mise en place », qui paraît au début du premier numéro, la revue nouvellement fondée vise à rendre compte de tout ce qui se fait en théâtre au Québec, soulignant un désir de diversité et d’ouverture sur la société.
Dès ses débuts, JEU s’impose comme une référence essentielle pour la réflexion et la critique des multiples formes du théâtre. La revue s’emploie à « revaloriser et à repenser la pratique de la critique tout en servant de véhicule aux idées qui agitent le milieu. Celles entourant les usages et les vertus du théâtre populaire y seront notamment discutées sur une base régulière avec, en arrière-plan, l’ambition affirmée par la rédaction de mettre à l’épreuve l’idéologie dominante ». En outre, elle ajoute à son mandat le désir de « favoriser l’émergence d’une critique plus substantielle du théâtre, affranchie de l’influence de l’analyse livresque ».
La revue est également à l’origine de la création de l’Association québécoise des critiques de théâtre (AQCT) dans les années 1980.
En 2001, à l’occasion de ses 25 ans, la revue fait paraître « L’arbre du théâtre québécois », un article qui dresse un portrait généalogique de la dramaturgie au Québec. En 2008, la revue et quelques chercheurs dirigés par Michel Vaïs font paraître un ouvrage de référence intitulé le Dictionnaire des artistes du théâtre québécois aux éditions Québec Amérique.
En 2014, à l’occasion du 150ᵉ numéro de la revue, son format change pour s’adapter aux nouvelles exigences numériques.
Outre la version papier, une version web est également disponible depuis 2014. Le site web permet de coller à l’actualité. Il présente des critiques de spectacles, des nouvelles et des entrevues.
La revue est membre de la Société de développement des périodiques culturels québécois (SODEP) depuis 1978.

## Direction et comité de rédaction

### Direction
- Direction générale : Sylvie Gignac[8]
- Rédacteur en chef : Mario Cloutier

### Comité de rédaction
- Raymond Bertin
- Anne-Marie Cousineau
- Enzo Giacomazzi
- Marie Labrecque
- Léa Villalba
- Mariam Tounkara
- Michel Vaïs

## Prix et honneurs
- 1984 : Prix Gabrielle-Roy pour la jeune critique[11].
- 1990 : Prix Jean-Béraud, remis à Michel Vaïs pour « Le Bourgeois gentilhomme », JEU n° 54[12].
- 1991 : Prix Jean-Béraud, remis à Louise Vigeant pour « Bernard-Marie Koltès : les contours infranchissables de la solitude », JEU n° 57[12].
- 1993 : Prix Jean-Béraud, remis à Michel Vaïs pour « Deux visions des Bonnes : à Montréal et à Moscou », JEU n° 65[12].
- 1993 : Prix d’excellence pour la tenue artistique (SODEP)[13].
- 2013 : Prix d’excellence de la SODEP, catégorie « Prix du journalisme culturel – portrait ou entrevue », remis à Michelle Chanonat pour « Patrice Chéreau, le désir chevillé au corps », JEU n° 142[13].
- 2014 : Prix d’excellence de la SODEP, catégorie « Prix du journalisme culturel – dossier ou reportage », remis aux collaborateurs du dossier « Hors de Montréal, point de salut? » dirigé par Raymond Bertin, JEU n° 148[13].
- 2015 : Prix d’excellence de la SODEP, catégorie « Prix de conception graphique – Page couverture », remis à Christian Saint-Pierre (rédacteur en chef), Julie Artacho (photographe) et Sylvie Daigle (graphiste), JEU n° 151[13].
- 2016 : Prix d’excellence de la SODEP, catégorie « Hommage », remis à Michel Vaïs pour son travail exceptionnel au sein de la revue[13].
- 2017 : Médaille d’or aux Prix du magazine canadien dans la catégorie « Meilleur article court » à Françoise Major pour « Santa Martha Acatitla : le théâtre de la réconciliation », JEU n° 160[14].
- 2021 : Prix d’excellence de la SODEP, catégorie « Recension critique », remis à Anne-Marie Cousineau pour « Conjurer l’impuissance », JEU n° 176[15].
- 2023 : Prix d’excellence de la SODEP, catégorie « Portrait », remis à Marjolaine Mckenzie pour « Natasha Kanapé Fontaine et les rituels de la parole », JEU n° 182[16].
- 2023 : Prix d’excellence de la SODEP, catégorie « Article de vulgarisation », remis à Mariam Tounkara pour « Artiste et neuroatypique : le clou du spectacle », JEU n° 184[16].